# Ашуров Іргаш
Іргаш Ашуров (1917, місто Андижан, тепер Узбекистан — 5 травня 1992, місто Андижан, тепер Узбекистан) — радянський узбецький діяч, 1-й секретар Андижанського обласного комітету КП Узбекистану. Депутат Верховної ради Узбецької РСР. Депутат Верховної Ради СРСР 6-го скликання.

## Життєпис
Народився в селянській родині.
У 1935—1944 роках — завідувач клубу, вчитель неповної середньої школи, викладач педагогічного училища, завідувач навчальної частини середньої школи в місті Андижані, заступник завідувача Андижанського обласного відділу народної освіти в Узбецькій РСР.
Закінчив математичний факультет Ферганського педагогічного інституту.
Член ВКП(б) з 1944 року.
У 1944—1947 роках — на комсомольській роботі.
У 1947—1950 роках — 1-й секретар Андижанського обласного комітету ЛКСМ Узбекистану.
У 1950—1951 роках — завідувач Андижанського обласного відділу народної освіти.
У 1951—1952 роках — секретар Андижанського обласного комітету КП(б) Узбекистану.
У вересні 1952 — 1955 року — голова виконавчого комітету Андижанської обласної ради депутатів трудящих.
У 1955 році — завідувач відділу адміністративних та торгово-фінансових органів Андижанського обласного комітету КП Узбекистану.
У 1955 — вересні 1961 року — 1-й секретар Андижанського міського комітету КП Узбекистану.
У вересні 1961 — 24 грудня 1962 року — 1-й секретар Андижанського обласного комітету КП Узбекистану.
З 24 грудня 1962 року — 2-й секретар Андижанського сільського обласного комітету КП Узбекистану.
У січні 1963 — 1974 року — заступник голови, голова виконавчого комітету Андижанської обласної ради депутатів трудящих; керуючий Андижанського обласного тресту з будівництва у колгоспах «Колгоспбуд».
У 1974—1986 роках — голова Державно-кооперативного об'єднання Ради міністрів Узбецької РСР з будівництва у колгоспах («Узколгоспбуд»).
З 1986 року — на пенсії.
Помер 5 травня 1992 року після тривалої хвороби.

## Нагороди
- орден Леніна
- орден Жовтневої Революції (1981)
- орден Трудового Червоного Прапора
- два ордени «Знак Пошани»
- медалі
- Заслужений будівельник Узбецької РСР